# MotoE-Weltmeisterschaft
Die MotoE-Weltmeisterschaft, ist eine FIM-Motorsportklasse für Motorräder mit Elektroantrieb. 
Die 2019 gegründete Klasse startete bis 2022 noch als MotoE World Cup und führt 2023 erstmalig offiziell den Status einer Weltmeisterschaft.

## Technische Vorschriften
Alle Motorräder in der Serie stammten von der Marke Energica Ego Corsa. Die Höchstgeschwindigkeit liegt bei 270 km/h. Ab 2023 wird Ducati die Motorräder liefern.

## Punktesystem
Punkte werden an die ersten 15 Fahrer verteilt. Das Rennen muss beendet werden, um Punkte zu verdienen.
Weltmeister wird derjenige Fahrer beziehungsweise der Hersteller, der bis zum Saisonende die meisten Punkte in der Weltmeisterschaft angesammelt hat. Bei der Punkteverteilung werden die Platzierungen im Gesamtergebnis des jeweiligen Rennens berücksichtigt. Die fünfzehn erstplatzierten Fahrer jedes Rennens erhalten Punkte nach folgendem Schema:
| Punkteverteilung | Punkteverteilung | Punkteverteilung | Punkteverteilung | Punkteverteilung | Punkteverteilung | Punkteverteilung | Punkteverteilung | Punkteverteilung | Punkteverteilung | Punkteverteilung | Punkteverteilung | Punkteverteilung | Punkteverteilung | Punkteverteilung | Punkteverteilung |
| ---------------- | ---------------- | ---------------- | ---------------- | ---------------- | ---------------- | ---------------- | ---------------- | ---------------- | ---------------- | ---------------- | ---------------- | ---------------- | ---------------- | ---------------- | ---------------- |
| Platz            | 1                | 2                | 3                | 4                | 5                | 6                | 7                | 8                | 9                | 10               | 11               | 12               | 13               | 14               | 15               |
| Punkte           | 25               | 20               | 16               | 13               | 11               | 10               | 9                | 8                | 7                | 6                | 5                | 4                | 3                | 2                | 1                |

## Cup-Sieger
| Jahr | Cup-Sieger         |
| ---- | ------------------ |
| 2019 | Matteo Ferrari     |
| 2020 | Jordi Torres       |
| 2021 | Jordi Torres       |
| 2022 | Dominique Aegerter |
| 2023 | Mattia Casadei     |

## Rekorde

### Fahrer

#### Titel
| Platz | Fahrer             | Titel | Jahre      |
| ----- | ------------------ | ----- | ---------- |
| 1     | Jordi Torres       | 2     | 2020, 2021 |
| 2     | Matteo Ferrari     | 1     | 2019       |
|       | Dominique Aegerter | 1     | 2022       |
|       | Mattia Casadei     | 1     | 2023       |

#### Grand-Prix-Siege
| Platz | Fahrer             | Siege |
| ----- | ------------------ | ----- |
| 1     | Eric Granado       | 11    |
| 2     | Matteo Ferrari     | 10    |
| 3     | Mattia Casadei     | 9     |
| 4     | Dominique Aegerter | 5     |
| 5     | Jordi Torres       | 4     |
|       | Nicholas Spinelli  | 4     |
| 7     | Héctor Garzó       | 3     |
| 8     | Niki Tuuli         | 2     |
|       | Andrea Mantovani   | 2     |
|       | Kevin Zannoni      | 2     |
|       | Alessandro Zaccone | 2     |

#### Pole-Positions
| Platz | Fahrer             | Poles |
| ----- | ------------------ | ----- |
| 1     | Eric Granado       | 11    |
| 2     | Jordi Torres       | 6     |
| 3     | Dominique Aegerter | 4     |
| 4     | Matteo Ferrari     | 3     |
|       | Alessandro Zaccone | 3     |
| 6     | Mattia Casadei     | 2     |
| 7     | Niki Tuuli         | 1     |
|       | Mike Di Meglio     | 1     |
|       | Alex De Angelis    | 1     |
|       | Fermín Aldeguer    | 1     |
|       | Miquel Pons        | 1     |
|       | Héctor Garzó       | 1     |
|       | Alessandro Zaccone | 1     |

#### Schnellste Rennrunden
| Platz | Fahrer             | SR |
| ----- | ------------------ | -- |
| 1     | Eric Granado       | 13 |
| 2     | Matteo Ferrari     | 7  |
| 3     | Dominique Aegerter | 4  |
|       | Oscar Gutiérrez    | 4  |
| 5     | Niki Tuuli         | 3  |
|       | Héctor Garzó       | 3  |
|       | Alessandro Zaccone | 3  |
| 8     | Nicholas Spinelli  | 2  |
| 9     | Mike Di Meglio     | 1  |
|       | Alex De Angelis    | 1  |
|       | Jordi Torres       | 1  |
|       | Kevin Zannoni      | 1  |
|       | Miquel Pons        | 1  |
|       | Andrea Mantovani   | 1  |
|       | Kevin Manfredi     | 1  |

#### WM-Punkte
| Platz | Fahrer             | Punkte |
| ----- | ------------------ | ------ |
| 1     | Mattia Casadei     | 755    |
| 2     | Matteo Ferrari     | 751,5  |
| 3     | Eric Granado       | 603,5  |
| 4     | Jordi Torres       | 581    |
| 5     | Héctor Garzó       | 526    |
| 6     | Dominique Aegerter | 417    |
| 7     | Kevin Zannoni      | 385,5  |
| 8     | Miquel Pons        | 346    |
| 9     | Alessandro Zaccone | 340    |
| 10    | Andrea Mantovani   | 316,5  |

#### Podestplätze
| Platz | Fahrer             | Podien |
| ----- | ------------------ | ------ |
| 1     | Mattia Casadei     | 26     |
| 2     | Matteo Ferrari     | 20     |
|       | Eric Granado       | 20     |
| 4     | Dominique Aegerter | 18     |
| 5     | Héctor Garzó       | 15     |
| 6     | Jordi Torres       | 13     |
| 7     | Nicholas Spinelli  | 8      |
| 8     | Alessandro Zaccone | 7      |
| 9     | Miquel Pons        | 6      |
|       | Kevin Zannoni      | 6      |
|       | Óscar Gutiérrez    | 6      |

#### Grand-Prix-Starts
Gezählt werden alle Rennen, an denen der betreffende Fahrer tatsächlich teilgenommen hat. Ist er zum Beispiel in der Einführungsrunde (also vor dem eigentlichen Start des Rennens) ausgefallen, wird dies nicht als GP-Teilnahme gewertet. Als gestartet gilt jedoch, wer mindestens den ersten Startversuch des Grand-Prix-Rennens aufgenommen hat.
| Platz | Fahrer           | GP |
| ----- | ---------------- | -- |
| 1     | Matteo Ferrari   | 59 |
|       | María Herrera    | 59 |
| 3     | Mattia Casadei   | 58 |
| 4     | Eric Granado     | 57 |
| 5     | Jordi Torres     | 50 |
| 6     | Kevin Zannoni    | 46 |
| 7     | Héctor Garzó     | 45 |
|       | Miquel Pons      | 45 |
| 9     | Kevin Manfredi   | 39 |
| 10    | Andrea Mantovani | 37 |

#### Siege in einer Saison
| Platz | Fahrer             | Siege | Jahr/e (Saisonrennen)         |
| ----- | ------------------ | ----- | ----------------------------- |
| 1     | Eric Granado       | 5     | 2022 (12)                     |
|       | Mattia Casadei     | 5     | 2023 (16)                     |
| 3     | Dominique Aegerter | 3     | 2022 (12)                     |
|       | Matteo Ferrari     | 2     | 2023 (16)                     |
| 5     | Eric Granado       | 2     | 2019 (6), 2021 (7)            |
|       | Matteo Ferrari     | 2     | 2019 (6), 2020 (7), 2022 (12) |
|       | Dominique Aegerter | 2     | 2020 (7)                      |
|       | Mattia Casadei     | 2     | 2022 (7)                      |
|       | Jordi Torres       | 2     | 2023 (16)                     |
|       | Andrea Mantovani   | 2     | 2023 (16)                     |

#### Pole-Positions in einer Saison
| Platz | Fahrer             | Poles | Jahr/e (Qualifyings)         |
| ----- | ------------------ | ----- | ---------------------------- |
| 1     | Eric Granado       | 4     | 2021 (6)                     |
| 2     | Dominique Aegerter | 3     | 2022 (6)                     |
| 3     | Jordi Torres       | 2     | 2020 (6)                     |
| 4     | Niki Tuuli         | 1     | 2019 (6)                     |
|       | Mike Di Meglio     | 1     | 2019 (6)                     |
|       | Alex De Angelis    | 1     | 2019 (6)                     |
|       | Eric Granado       | 1     | 2019 (6), 2020 (6), 2022 (6) |
|       | Dominique Aegerter | 1     | 2020 (6)                     |
|       | Matteo Ferrari     | 1     | 2020 (6)                     |
|       | Fermín Aldeguer    | 1     | 2021 (6)                     |
|       | Jordi Torres       | 1     | 2021 (6), 2022 (6)           |
|       | Miquel Pons        | 1     | 2022 (6)                     |

#### Schnellste Rennrunden in einer Saison
| Platz | Fahrer             | SR | Jahr/e (Saisonrennen) |
| ----- | ------------------ | -- | --------------------- |
| 1     | Eric Granado       | 2  | 2019 (6), 2020 (7)    |
|       | Niki Tuuli         | 2  | 2020 (7)              |
| 3     | Niki Tuuli         | 1  | 2019 (6)              |
|       | Matteo Ferrari     | 1  | 2019 (6)              |
|       | Héctor Garzó       | 1  | 2019 (6)              |
|       | Dominique Aegerter | 1  | 2020 (7)              |
|       | Alex De Angerlis   | 1  | 2020 (7)              |
|       | Jordi Torres       | 1  | 2020 (7)              |

#### Weitere Rekorde
| Rekord                                                             | Details                                                                          | Fahrer                                                                                        |
| GESAMTSIEGE                                                        | GESAMTSIEGE                                                                      | GESAMTSIEGE                                                                                   |
| ------------------------------------------------------------------ | -------------------------------------------------------------------------------- | --------------------------------------------------------------------------------------------- |
| Größter Punkte-Vorsprung des Gesamtsiegers                         | 43 Punkte                                                                        | Mattia Casadei auf Jordi Torres (2023)                                                        |
| Kleinster Punkte-Vorsprung des Gesamtsiegers                       | 7 Punkte                                                                         | Jordi Torres auf Dominique Aegerter (2021)                                                    |
| Der jüngste Gesamtsieger                                           | mit 22 Jahren und 278 Tagen                                                      | Matteo Ferrari (2019)                                                                         |
| Der älteste Gesamtsieger                                           | mit 34 Jahren und 23 Tagen                                                       | Jordi Torres (2021)                                                                           |
| SIEGE                                                              |                                                                                  |                                                                                               |
| Die beste Sieg-Quote                                               | 28,95 % (11 Siege in 38 Rennen)                                                  | Eric Granado                                                                                  |
| Die meisten Siege in Folge (absolut)                               | 3                                                                                | Eric Granado (2019-2020, 2022)                                                                |
| Die meisten Siege in Folge (in einer Saison)                       | 3                                                                                | Eric Granado (2022)                                                                           |
| Die meisten Siege von der Pole-Position                            | 7                                                                                | Eric Granado                                                                                  |
| Die meisten Hattricks                                              | 6                                                                                | Eric Granado                                                                                  |
| Der jüngste Rennsieger                                             | mit 21 Jahren und 214 Tagen, GP von Österreich 2021                              | Lukas Tulovic                                                                                 |
| Der älteste Rennsieger                                             | mit 35 Jahren und 294 Tagen, GP von Deutschland (Rennen 1) 2023                  | Jordi Torres                                                                                  |
| Fahrer, die bei ihrer ersten Grand-Prix-Teilnahme gewannen         |                                                                                  | Niki Tuuli (2019)                                                                             |
| Die meisten Rennstarts bis zum ersten Sieg                         | 24                                                                               | Héctor Garzó                                                                                  |
| STARTPLÄTZE                                                        |                                                                                  |                                                                                               |
| Die meisten Poles in Folge (absolut)                               | 4                                                                                | Eric Granado (2021)                                                                           |
| Die meisten Poles in Folge (in einer Saison)                       | 4                                                                                | Eric Granado (2021)                                                                           |
| Die meisten Startplätze in der ersten Reihe                        | 11                                                                               | Eric Granado                                                                                  |
| Jüngster Fahrer auf der Pole-Position                              | mit 16 Jahren und 132 Tagen, GP von Österreich 2021                              | Fermín Aldeguer                                                                               |
| Ältester Fahrer auf der Pole-Position                              | mit 35 Jahren und 294 Tagen, Dutch TT 2023                                       | Jordi Torres                                                                                  |
| Fahrer, die in ihrem ersten Rennen auf der Pole-Position standen   |                                                                                  | Niki Tuuli (2019)                                                                             |
| SCHNELLSTE RENNRUNDEN                                              |                                                                                  |                                                                                               |
| Die beste Quote an Schnellsten Rennrunden                          | 37,5 % (9 Schnellste Rennrunden in 24 Rennen)                                    | Eric Granado                                                                                  |
| Der jüngste Fahrer, der die schnellste Rennrunde fuhr              | mit 21 Jahren und 10 Tagen, GP von San Marino (Sonntag) 2021                     | Kevin Zannoni                                                                                 |
| Der älteste Fahrer, der die schnellste Rennrunde fuhr              | mit 33 Jahren und 24 Tagen, GP der Emilia-Romagna (Sonntag) 2020                 | Jordi Torres                                                                                  |
| Fahrer, die in ihrem ersten Rennen die schnellste Rennrunde fuhren |                                                                                  | Niki Tuuli (2019)                                                                             |
| PODESTPLÄTZE                                                       |                                                                                  |                                                                                               |
| Die beste Podest-Quote                                             | 69,23 % (18 Podestplätze in 26 Rennen)                                           | Dominique Aegerter                                                                            |
| Die meisten Podestplatzierungen in einer Saison                    | 10 in 12 Rennen (83,33 %)                                                        | Dominique Aegerter (2022)                                                                     |
| Die meisten Podestplatzierungen ohne Sieg                          | 4                                                                                | Bradley Smith                                                                                 |
| Die meisten zweiten Plätze                                         | 9                                                                                | Dominique Aegerter                                                                            |
| Die meisten dritten Plätze                                         | 6                                                                                | Mattia Casadei                                                                                |
| Jüngster Fahrer auf dem Podium                                     | mit 20 Jahren und 74 Tagen, GP von San Marino (Sonntag) 2019                     | Mattia Casadei                                                                                |
| Ältester Fahrer auf dem Podium                                     | mit 35 Jahren und 294 Tagen, Dutch TT (Rennen 2) 2023                            | Jordi Torres                                                                                  |
| PUNKTERÄNGE                                                        |                                                                                  |                                                                                               |
| Die meisten Punkteplatzierungen (absolut)                          | 37                                                                               | Matteo Ferrari                                                                                |
| Die meisten Punkteplatzierungen (in Folge)                         | 19                                                                               | Dominique Aegerter                                                                            |
| Die meisten Punkteplatzierungen in einer Saison                    | 15                                                                               | Jordi Torres Héctor Garzó Randy Krummenacher Kevin Zannoni (2023)                             |
| Die meisten vierten Plätze                                         | 6                                                                                | Jordi Torres                                                                                  |
| Die meisten fünften Plätze                                         | 5                                                                                | Andrea Mantovani                                                                              |
| Die meisten sechsten Plätze                                        | 5                                                                                | Miquel Pons                                                                                   |
| Die meisten siebten Plätze                                         | 4                                                                                | Alessandro Zaccone Kevin Zannoni                                                              |
| Die meisten achten Plätze                                          | 8                                                                                | Matteo Ferrari                                                                                |
| Die meisten neunten Plätze                                         | 4                                                                                | Miquel Pons                                                                                   |
| Die meisten zehnten Plätze                                         | 4                                                                                | Kevin Zannoni                                                                                 |
| Die meisten elften Plätze                                          | 7                                                                                | María Herrera                                                                                 |
| Die meisten zwölften Plätze                                        | 5                                                                                | Alessio Finello                                                                               |
| Die meisten dreizehnten Plätze                                     | 6                                                                                | María Herrera                                                                                 |
| Die meisten vierzehnten Plätze                                     | 7                                                                                | María Herrera                                                                                 |
| Die meisten fünfzehnten Plätze                                     | 9                                                                                | María Herrera                                                                                 |
| Der jüngste Fahrer, der in die Punkteränge fuhr                    | mit 16 Jahren und 35 Tagen, GP von Frankreich 2021                               | Fermín Aldeguer                                                                               |
| Der älteste Fahrer, der in die Punkteränge fuhr                    | mit 46 Jahren und 337 Tagen, GP Valencia 2019                                    | Sete Gibernau                                                                                 |
| Die meisten Rennteilnahmen, ohne WM-Punkte zu erzielen             | 2                                                                                | Yeray Ruiz                                                                                    |
| ZIELANKÜNFTE                                                       |                                                                                  |                                                                                               |
| Die meisten Zielankünfte in Folge                                  | 31                                                                               | María Herrera (2019—2022)                                                                     |
| Die meisten Zielankünfte in einer Saison                           | 16 in 16 Rennen                                                                  | María Herrera (2023)                                                                          |
| Die meisten Zielankünfte ununterbrochen seit dem Debüt             | 31                                                                               | María Herrera (2019—2022)                                                                     |
| AUSFÄLLE                                                           |                                                                                  |                                                                                               |
| Die meisten Ausfälle in einem Rennen                               | 5 von 18 Startern (27,78 %), GP von San Marino (Samstag) 2019                    |                                                                                               |
| Die meisten Ausfälle in Folge                                      | 2                                                                                | Alex De Angelis (2019) Marc Alcoba (2022) Luca Salvadori Alessandro Zaccone Tito Rabat (2023) |
| Die meisten Ausfälle in einer Saison                               | 4 in 16 Rennen                                                                   | Tito Rabat (2023)                                                                             |
| Die höchste Ausfallquote in einer Saison                           | 3 in 7 Rennen (42,86 %)                                                          | Tommaso Marcon (2020)                                                                         |
| GP-TEILNAHMEN                                                      |                                                                                  |                                                                                               |
| Der jüngste Rennteilnehmer                                         | mit 16 Jahren und 28 Tagen, GP von Spanien 2021                                  | Fermín Aldeguer                                                                               |
| Der älteste Rennteilnehmer                                         | mit 46 Jahren und 337 Tagen, GP Valencia (Sonntag) 2019                          | Sete Gibernau                                                                                 |
| Die längste Pause zwischen zwei Grand-Prix-Einsätzen               | 2 Jahre und 353 Tage, GP von Valencia (Sonntag) 2019 und Dutch TT (Samstag) 2022 | Bradley Smith                                                                                 |
| Die größte Zeitspanne zwischen erstem und letztem Grand Prix       | 4 Jahre und 358 Tage, GP von Deutschland 2019 und Dutch TT 2024                  | Matteo Ferrari Eric Granado Mattia Casadei María Herrera Héctor Garzó                         |
| Die meisten Saisonteilnahmen                                       | 5                                                                                | Matteo Ferrari Eric Granado Mattia Casadei María Herrera(2019–2023)                           |
| Die meisten Rennteilnahmen ohne Sieg                               | 59                                                                               | María Herrera (beste Platzierung: 5)                                                          |
| Die meisten Rennteilnahmen, ohne WM-Punkte zu erzielen             | 2                                                                                | Yeray Ruiz                                                                                    |
| SONSTIGES                                                          |                                                                                  |                                                                                               |
| Die meisten gewonnenen Positionen in einem Rennen                  | 9 in San Marino (Samstag) San Marino (Sonntag)                                   | Sete Gibernau (2019) Eric Granado (2019)                                                      |

1. 1 2 3  Der GP von Deutschland 2019 war das erste Rennen der neuen MotoE-Kategorie.

### Rekorde nach Nationen

#### Weltmeistertitel
| Platz | Nation  | Titel | Jahre      |
| ----- | ------- | ----- | ---------- |
| 1     | Spanien | 2     | 2020, 2021 |
|       | Italien | 1     | 2019, 2023 |
| 3     | Schweiz | 2     | 2022       |

#### Grand-Prix-Siege
| Platz | Nation      | Siege |
| ----- | ----------- | ----- |
| 1     | Italien     | 29    |
| 2     | Brasilien   | 11    |
| 3     | Spanien     | 8     |
| 4     | Schweiz     | 6     |
| 5     | Finnland    | 2     |
| 6     | Frankreich  | 1     |
|       | Deutschland | 1     |

#### Pole-Positions
| Platz | Nation     | Poles |
| ----- | ---------- | ----- |
| 1     | Brasilien  | 11    |
| 2     | Spanien    | 9     |
| 2     | Italien    | 8     |
| 4     | Schweiz    | 4     |
| 5     | Finnland   | 1     |
|       | Frankreich | 1     |
|       | San Marino | 1     |

#### Schnellste Rennrunden
| Platz | Nation     | SR |
| ----- | ---------- | -- |
| 1     | Brasilien  | 12 |
| 2     | Italien    | 6  |
| 3     | Spanien    | 4  |
|       | Schweiz    | 4  |
| 5     | Finnland   | 3  |
| 6     | Frankreich | 1  |
|       | San Marino | 1  |

#### WM-Punkte
| Platz | Nation                 | Punkte |
| ----- | ---------------------- | ------ |
| 1     | Italien                | 584    |
| 2     | Spanien                | 466    |
| 3     | Schweiz                | 213    |
| 4     | Brasilien              | 197    |
| 5     | Frankreich             | 191    |
| 6     | Belgien                | 103    |
| 7     | Deutschland            | 92     |
| 8     | Vereinigtes Königreich | 88     |
| 9     | San Marino             | 82     |
| 10    | Australien             | 80     |

#### Podestplätze
| Platz | Nation                 | Podien |
| ----- | ---------------------- | ------ |
| 1     | Italien                | 14     |
| 2     | Spanien                | 11     |
| 3     | Schweiz                | 22     |
| 4     | Brasilien              | 6      |
| 5     | Vereinigtes Königreich | 4      |
|       | Frankreich             | 4      |
| 7     | Belgien                | 3      |
|       | Finnland               | 3      |
| 9     | Australien             | 1      |
|       | Deutschland            |        |